# Ордоньес, Вирхилио Диас
Вирхилио Диас Ордоньес (исп. Virgilio Díaz Ordóñez; известен под литературным псевдонимом 'Лигио Висарди'; 5 мая 1895, Сан-Педро-де-Макорис, Доминиканская Республика — 30 апреля 1968, Вашингтон, США) — доминиканский поэт, писатель и дипломат.

## Биография
В 1914 г. получил степень бакалавра в области медицины. В 1920 г. окончил  юридический факультет Университета Санто-Доминго. Работал адвокатом, в 1928 г. был назначен судьей первой инстанции.
Находясь на дипломатической службе, являлся послом Доминиканской Республике на Кубе (1943), в Перу (1947), постоянным представителем при ООН (1955). Занимал посты министров образования и культуры (1940) и иностранных дел (1947—1953).
Также занимал пост ректора Университета Санто-Доминго (1940—1956). Действительный член Доминиканской академии словесности и Доминиканской академии истории, почетный член Института испаноязычной культуры в Мадриде, член-корреспондент испанской Королевской академии.
После падения диктатуры Трухильо переехал в США и многие годы являлся профессором испанской литературы Джорджтаунского университета в Вашингтоне.
Большую часть своих литературных произведений написал под псевдонимом Ligio Vizardi (анаграмма его имени Virgilio Diaz).
Наиболее известные произведения:
- «Ночь забвения» (1925),
- «Свет тени» (1923),
- «Глиняные фигурки» (1930),
- «Старейшая и сложнейшая Антильская проблема» (1938),
- «Стихи» (1947),
- «Архипелаг» (1947),
- «Рубаи Омара Хайяма» (стихотворный перевод, 1952),
- «Доминиканская внешняя политика» (1955),
- «Джером» (1969),
- «Сонеты» (посмертный сборник, 1971),
- «Поэмы» (посмертно, 1980),
- «Испанский „Золотой век“» (введение в курс испанской литературы, 1985),
- «Стихи» (Фонд Corripio, 2000),
- «Романы и рассказы» (Фонд Corripio, 2000).